# Chalcostigma heteropogon
El colibrí picoespina, picoespina bronceado o pico de tuna broncíneo  (Chalcostigma heteropogon), es una especie de ave apodiforme de la familia Trochilidae (los colibríes) perteneciente al género Chalcostigma. Es nativo de regiones andinas del noreste de Colombia y oeste de Venezuela.

## Distribución y hábitat

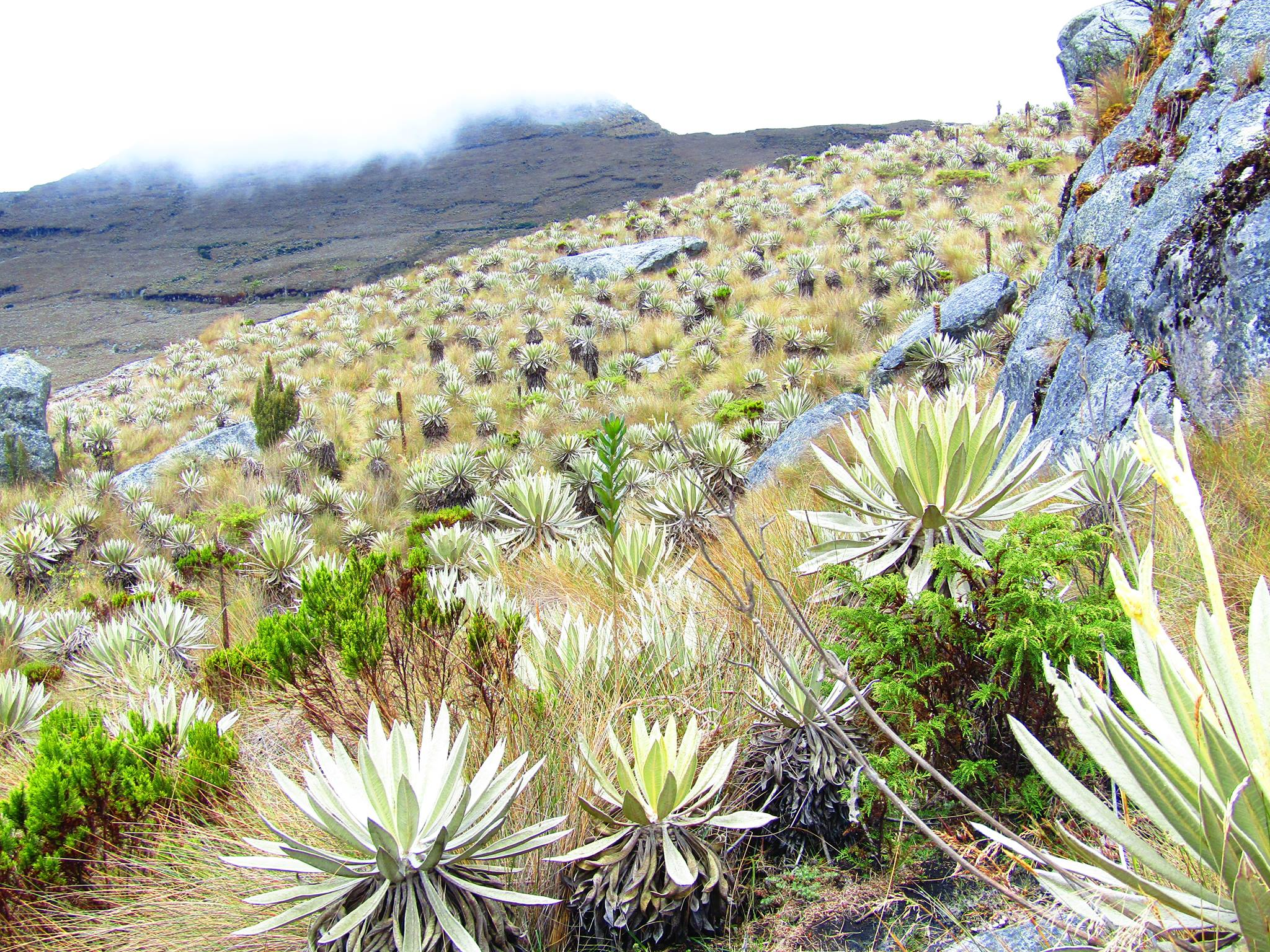
Frailejones en el Parque nacional natural Sumapaz en Colombia, ejemplo de hábitat de la especie.

Se distribuye por los Andes del extremo oeste de Venezuela (páramo de Tamá, en el sur de Táchira) y en los Andes orientales del noreste de Colombia (al sur hasta Cundinamarca).
Esta especie es considerada generalmente poco común en sus hábitats naturales: los páramos semiáridos a húmedos, principalmente laderas abruptas rocosas con helechos, bromelias, matorrales y frailejones (Espeletia), y en los bordes de bosques de queñoa Polylepis y otros bosques enanos. En altitudes entre 3000 y 3900 m. Diferente de otros miembros del género no ha sido notado forrajeando en el suelo, busca su alimento en el estrato bajo de la vegetación.

## Descripción
Mide entre 13 y 14 cm de longitud y pesa en torno a los 6 g. Su pico es corto y recto. El plumaje es de color verde con irisaciones rojizas, más intensas en las plumas primarias y en el pecho y vientre.

## Sistemática

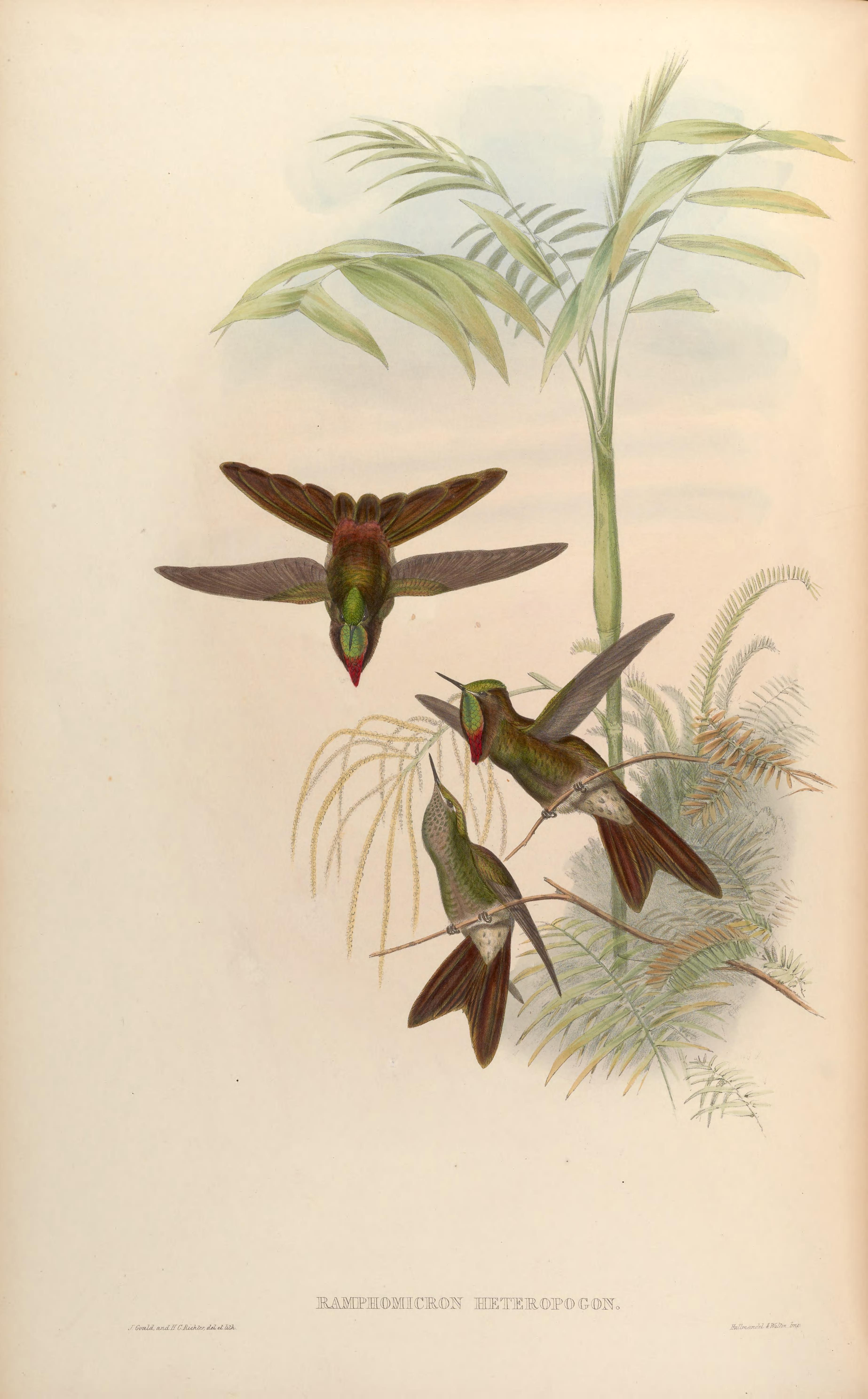
Rhamphomicron heteropogon sinónimo de Chalcostigma stanleyi, ilustración de Gould y Richter en A monograph of the Trochilidae, or family of humming-birds 3, 1861.

### Descripción original
La especie C. heteropogon fue descrita por primera vez por el ornitólogo francés Auguste Boissonneau en 1840 bajo el nombre científico Ornismya heteropogon; su localidad tipo es: «Bogotá, Colombia».

### Etimología
El nombre genérico neutro «Chalcostigma» es una combinación de las palabras del griego «khalkos» que significa ‘bronce’, y «stigma» que significa ‘marca’; y el nombre de la especie «heteropogon», se compone de las palabras del griego «heteros» que significa ‘diferente’, y «pōgōn» que significa ‘barba’.

### Taxonomía
Es monotípica.